# Lalim (Espanha)

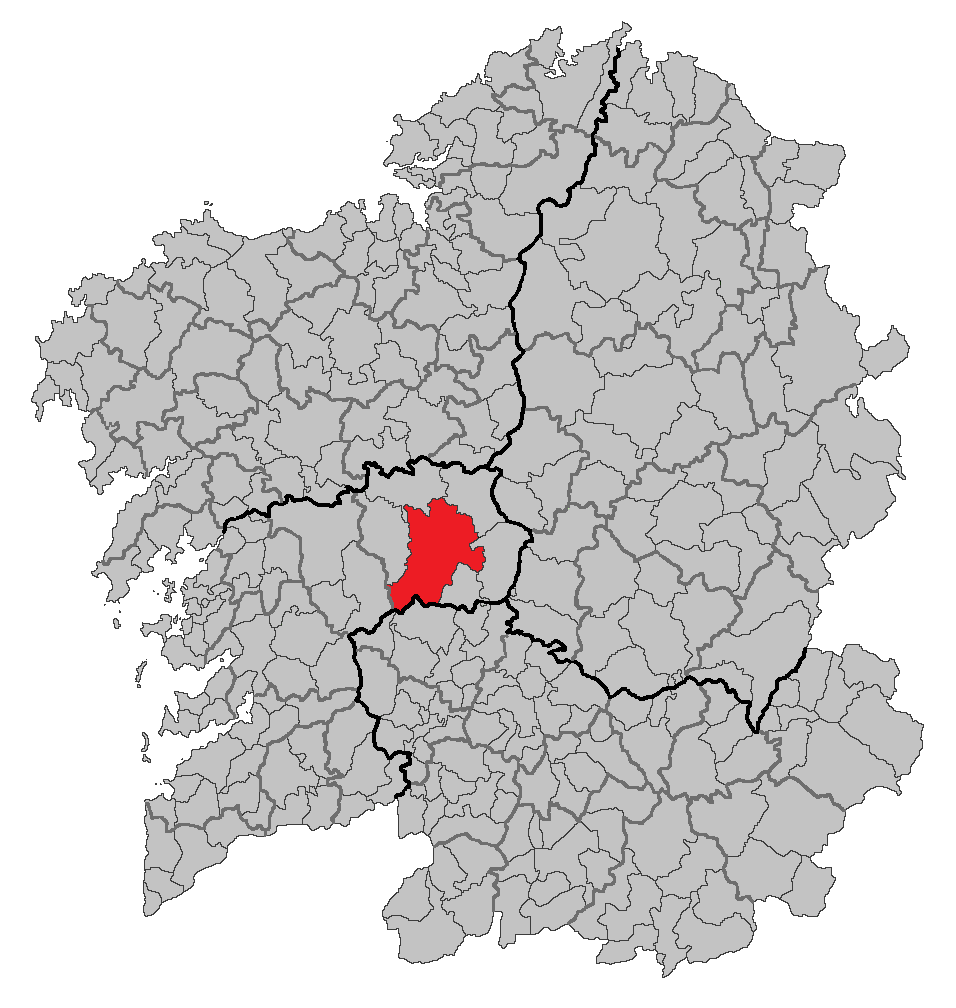
Localização de Lalim

Lalim (em galego, Lalín) é um município da Galiza na província de Pontevedra, de área 326,8 km² com população de 20.158 habitantes (2014) e densidade populacional de 61,68 hab./km².

## Demografia
| Variação demográfica do município entre 1991 e 2004 | Variação demográfica do município entre 1991 e 2004 | Variação demográfica do município entre 1991 e 2004 | Variação demográfica do município entre 1991 e 2004 |
| --------------------------------------------------- | --------------------------------------------------- | --------------------------------------------------- | --------------------------------------------------- |
| 1991                                                | 1996                                                | 2001                                                | 2004                                                |
| 20360                                               | 20515                                               | 19869                                               | 20698                                               |

## Patrimonio
- Castro do Palio.

## Paróquias
O município é dividido nas seguintes paróquias:
- Albarellos (Santa María)
- Alemparte (Santa María)
- Anseán (Santiago)
- Anzo (San Xoán)
- Barcia (Santo Estevo)
- Bendoiro (San Miguel)
- Bermés (Santa María)
- Botos (San Xoán)
- Busto (San Facundo)
- Cadrón (Santo Estevo)
- Camposancos (San Cristovo)
- Cangas (Santa Mariña)
- Castro (San Pedro)
- Catasós (Santiago)
- Cello (San Martiño)
- Cercio (Santiago)
- Cristimil (San Xurxo)
- Doade (San Pedro)
- Donramiro (Santa María)
- Donsión (Santa Eulalia)
- Filgueira (Santa María)
- Galegos (San Miguel)
- Goiás (San Miguel)
- Gresande (Santiago)
- Lalín (Santa María das Dores)
- Lebozán (Santiago)
- Lodeiro (San Paio)
- Losón (Santa Eulalia)
- Maceira (San Martiño)
- Madriñán (Santo Adrao)
- Méixome (Santiago)
- Muimenta (San Lorenzo)
- Moneixas (San Adrián)
- Noceda (Santa María)
- Palmou (San Xoán)
- Parada (Santa María)
- Prado (San Martiño)
- Rodís (San Xiao)
- Santiso (San Román)
- Sello (Santiago)
- Soutolongo (Santa María)
- Val do Carrio (Santo André)
- Veiga (San Ramón)
- Vilanova (San Xoán)
- Vilatuxe (San Lourenzo)
- Xaxán (Santa María de Saleta)
- Xesta (San Fiz)
- Zobra (Santa Mariña)